# Ilya Samoshnikov
Ilya Samoshnikov (en ruso: Илья Андреевич Самошников; Moscú, 14 de noviembre de 1997) es un futbolista ruso que juega en la demarcación de defensa para el F. C. Spartak de Moscú de la Liga Premier de Rusia.

## Selección nacional
Hizo su debut con la selección de fútbol de Rusia el 1 de septiembre de 2021 en un partido de clasificación para la Copa Mundial de Fútbol de 2022 contra Croacia que finalizó con un resultado de empate a cero.

## Clubes
| Club                   | País  | Año       | Partidos | Goles |
| ---------------------- | ----- | --------- | -------- | ----- |
| F. C. Ararat Moscú     | Rusia | 2017-2018 | 23       | 1     |
| F. C. Shinnik Yaroslav | Rusia | 2018-2019 | 15       | 0     |
| F. C. Torpedo Moscú    | Rusia | 2019      | 24       | 1     |
| F. C. Rubin Kazán      | Rusia | 2020-2023 | 87       | 5     |
| F. C. Lokomotiv Moscú  | Rusia | 2023-2025 | 70       | 5     |
| F. C. Spartak de Moscú | Rusia | 2025-     |          |       |